# Tvora
Tvora är ett berg i Antarktis. Det ligger i Östantarktis. Norge gör anspråk på området. Toppen på Tvora är 1 575 meter över havet, eller 417 meter över den omgivande terrängen. Bredden vid basen är 6,5 km.
Terrängen runt Tvora är kuperad åt nordväst, men åt sydost är den platt. Trakten är obefolkad. Det finns inga samhällen i närheten.